# Huttonina elegans
Huttonina elegans är en tvåvingeart som beskrevs av Tonnoir och Malloch 1928. Huttonina elegans ingår i släktet Huttonina och familjen Huttoninidae. Inga underarter finns listade i Catalogue of Life.